# Trimetilsolfonio tetraidrofolato N-metiltransferasi
La trimetilsolfonio tetraidrofolato N-metiltransferasi è un enzima appartenente alla classe delle transferasi, che catalizza la seguente reazione:
trimetilsolfonio + tetraidrofolato ⇄ dimetilsolfuro + 5-metiltetraidrofolato